# Nemzeti Bajnokság I
Nemzeti Bajnokság I (nazywana także OTP Bank Liga od nazwy sponsora) – najwyższa w hierarchii klasa męskich ligowych rozgrywek piłkarskich na Węgrzech, będąca jednocześnie najwyższym szczeblem centralnym (I poziom ligowy), utworzona w 1901 roku i od samego początku zarządzana przez Węgierski Związek Piłki Nożnej (MLSZ). Zmagania w jej ramach toczą się cyklicznie (co sezon) i przeznaczone są dla 12 najlepszych krajowych klubów piłkarskich. Jej triumfator zostaje Mistrzem Węgier, zaś najsłabsze drużyny są relegowane do NB II (II ligi węgierskiej).

## Historia

### Chronologia nazwy ligi
Od 2000 roku wielokrotnie zmieniała się nazwa rozgrywek, przy czym nazwą oficjalną jest niezmiennie Nemzeti Bajnokság I co tłumaczy się jako Narodowe Mistrzostwo. Zmiany dotyczyły komercyjnej nazwy ligi.
- 1996/97: Raab Karcher Nemzeti Bajnokság I
- 1998/99 – 1999/2000: Professzionális Nemzeti Bajnokság (PNB)
- 2001/02 – 2002/03: Borsodi Liga
- 2003/04 – 2004/05: Arany Ászok Liga
- 2005/06 – 2006/07: Borsodi Liga
- 2007/08 – 2009/10: Soproni Liga
- 2010/11: Monicomp Liga
- 2011/12: OTP Bank Liga

### Początki (do 1900 roku)
Początki rozwoju węgierskiej piłki ściśle są związane z położeniem politycznym ówczesnego Królestwa Węgier. Jako równoważna z Austrią część Austro-Węgier, Węgry były silnie związane z Niemcami. W Budapeszcie mieszkała duża ich liczba. W 1840 roku Ignatz Clair założył Nemzeti Torna Egylet (NTE) – Węgierski Towarzystwo Gimnastyczne, który był klubem przede wszystkim asymilującej się niemieckiej klasy średniej. Powstanie tego klubu było kolejnym krokiem w jej kierunku. Wkrótce zaznaczyły się dwa kierunki rozwoju sportu.
Gentlemani i arystokracja uprawiały ustalone rodzaje sportów, niechętnie przyjmując nowinki. W 1875 roku utworzyli oni swój klub z hrabią Miksą Esterhazym na czele. Wkrótce niższe warstwy zaczęły tworzyć własne kluby sportowe, przede wszystkim o lokalnym, dzielnicowym zasięgu. W 1885 roku powstało Újpesti Torna Egylet (Nowopeszteńskie Towarzystwo Gimnastyczne), Budapesti Torna Club (Budapeszteński Klub Gimnastyczny). BTC miało pierwszą sekcję piłkarską na Węgrzech, powstałą w 1895 roku, a jego mecz z wiedeńską First Vienna FC 1894 rozegrany 31 października 1897 roku uznano na Węgrzech za datę powstania w tym kraju zorganizowanego piłkarstwa. Widać było coraz wyraźniej, że oprócz gimnastyki zaczyna się uprawiać także inne sporty, w tym z użyciem piłki. Ogromny wkład w rozwój futbolu w Budapeszcie mają K. Loweurosen i Fr. Ray.
Odłączając się od NTE, zwiększająca się grupa żydowska uznająca samą gimnastykę za zbyt nudną założyła w 1888 roku Magyar Testgyakorlók Köre (MTK) (w wolnym tłumaczeniu Krąg Węgrów Ćwiczących Swe Ciała). Swą nazwą członkowie klubu chcieli zasugerować, że nie ograniczają się tylko do społeczności lokalnej, lecz są klubem wszystkich Węgrów. Był to jeden ze sposobów, na jakie Żydzi chcieli się włączyć w społeczność węgierską. Założone i finansowane przez liberalnych Żydów z centrum Budapesztu (biznesmenów, fachowców) MTK, miało być klubem otwartym dla każdego, kto chciał uprawiać "nowe" sporty.
W latach 90. Budapeszt ogarnęło futbolowe szaleństwo. Wszystkie kluby gimnastyczne zakładały sekcje piłki nożnej. W 1899 roku w dzielnicy znajdującej się wówczas na obrzeżach miasta, w Ferencvárosie, powstał Ferencvárosi Torna Club. Dzielnicę tę zamieszkiwali głównie robotnicy z niższej klasy średniej i mniejszość niemiecka. Właśnie ona miała duży udział w powstaniu klubu. Sekcja piłkarska powstała tam w 1900 roku.

### Era ligowa (1900-1926)
Z inicjatywy 14 klubów: (Budapesti AC, Budapesti Egyetemi AC, Budapesti Versenypalya Sz, Budapesti Torna Club (TC)
, Magyar Úszó Egylet (ÚE), Budapesti Sport Club (SC), Budai GFC, Ferencvárosi Torna Club, Ganz VTSE, Magyar FC, Magyar AC, 33 Football Clubja, Budapesti Posta és Távirda, Tisztviselők SE Műegyetemi FC)
założono w styczniu 1901 roku w Budapeszcie Węgierski Związek Piłkarski (Magyar Labdarúgó Szövetség).
W tym samym roku zadebiutowała liga piłkarska z pięcioma klubami w I Lidze i ośmioma w II Lidze.
Skład ligi w sezonie 1901
- Budapesti Sport Club
- Budapesti Torna Club
- Ferencvárosi Torna Club
- Műegyetemi Football Club
- Magyar Úszó Egylet

Obok Ferencvárosi TC i BTC, grali przedstawiciele MUE – Węgierskiego Stowarzyszenia Pływackiego, a także MAFC, czyli Politechniki.
Liga węgierska jest, zaraz po belgijskiej, najstarsza na kontynencie. Do czasu swego amatorskiego charakteru, występowały w niej tylko zespoły z Budapesztu i okolic. Pierwszym mistrzem został BTC. W następnym sezonie także ten klub był najlepszy. Gwiazdą zespołu był Miltiades Manno – król strzelców w pierwszych dwóch sezonach ligi. Od 1903 roku liczyła ona już 8 zespołów. Awansowało do niej MTK. Od 1903 do 1929 roku tylko MTK i FTC zdobywały tytuły mistrzowskie. Odzwierciedlało to też niemiecko-żydowską rywalizację na polu sportowym ale i w asymilacji. Reprezentacja narodowa opierała się na zawodnikach tych dwóch klubów. Gwiazdą MTK był napastnik Jenő Károly, najlepszy strzelec ligi w sezonach 1903 i 1905. Jednak w omawianym okresie bez cienia wątpliwości najlepszym zawodnikiem ligi, był występujący w FTC Imre Schlosser. Zadebiutował on w sezonie 1905, a od sezonu 1908/09 zdobywał miano króla strzelców nieprzerwanie do sezonu 1916/17. Jego przejście z FTC do MTK podczas 2-letniej przerwy w rozgrywkach (1914–1916) było hitem transferowym ówczesnych lat i sukcesem działaczy MTK.
FTC zdominowało rozgrywki w latach 1908–1913, a po pięciu z rzędu mistrzostwach "Fradich" przyszła kolej na 10 tytułów z rzędu dla MTK (1913/14, 1916/17-1924/25).
BTC i FTC grały piłkę bardzo prostą, opierającą się na zasadzie kopnij i biegnij. Dodatkowo ich gra była bardzo ostra, miały w swych składach dobrze zbudowanych zawodników. Charyzmatyczny prezydent MTK, Alfred Brűll, zatrudnił w klubie szkockiego zawodnika Shiresa, a w 1911 r. szkoleniowca Robertsona. MTK dzięki temu jako pierwsze zaczęło grać "rozumem". Zawodnicy grali podaniami, byli nieźle wyszkoleni technicznie. Wyspiarska piłka stojąca wtedy dużo wyżej od kontynentalnej, pozwoliła klubowi wspiąć się na wyższy poziom piłkarski od pozostałych ligowych rywali. Długie pasmo sukcesów tego klubu było też możliwe dzięki takim gwiazdom, jak napastnicy Alfréd Schaffer, György Orth, czy doskonały obrońca Gyula Mandl.
Rywalizacja między FTC a MTK, toczyła się też na polu organizacyjnym. W 1911 roku "Fradi" otworzyli swój nowy stadion przy Üllői út. Rok później uczyniło to MTK. Miało ono super nowoczesny jak na owe czasy obiekt mieszczący 20 000 widzów. Nie przypadkowa jest też nazwa ulicy – Hungaria utca. Brűll kontynuował politykę asymilacji klubu i wybierał maksymalnie patriotyczne nazwy i rozwiązania.
FTC z kolei miało opinię zespołu grającego sercem, z większym poświęceniem. Wykalkulowana i elegancka gra była odzwierciedleniem bogatszych klas społecznych stojących za MTK, co nie zjednywało mu sympatii u szerokich mas, które kibicowały, oprócz swoich lokalnych drużyn, FTC.

### Powstanie ogólnokrajowej ligi zawodowej (1926-1944)
W 1926 roku liga staje się zawodowa. MTK zmieniło nazwę na Hungária FC, kontynuując politykę asymilacyjną, jednak po 1926 roku największe sukcesy odnosił już Ferencvárosi FC i nowa siła Újpest FC. Amatorskie kluby utworzyły swoją ligę, która przetrwała do sezonu 1934/35. Pierwszy jej mistrz – Budapesti SE.
W latach 20., Újpest FC stał się czołowym klubem ligowym. Regularnie zdobywał drugie lub trzecie miejsce w tabeli. Dzięki temu mógł występować w Pucharze Mitropa. W 1929 roku zespół wywalczył to trofeum, uzyskując miano najlepszej drużyny środkowej Europy. Rok wcześniej dokonał tego FFC. Újpest FC potwierdził swą klasę zdobywając pierwszy tytuł mistrzowski w następnym sezonie – 1929/30. Miasto Újpest nie wchodziło jeszcze w skład stolicy (należało do stołecznej aglomeracji), więc był to pierwszy tytuł zespołu z prowincji. Lata 30. to rywalizacja FFC z Újpest FC, a Hungária FC spadła na trzecie miejsce w hierarchii. W sezonie 1931/32 Ferencváros dokonał niezwykłego wyczynu, wygrał wszystkie 22 spotkania ligowe. Ponownie "Fradi" stali się najlepsi w środkowej Europie w 1937 roku, Újpest FC po raz drugi sięgnęło po to trofeum w 1939 roku Zarówno "Fradi" jak i "Fioletowi" mieli w swych składach wiele gwiazd europejskiej piłki lat 30. Zawodnicy tych 2 klubów stanowili większość reprezentacji, która zdobyła wicemistrzostwo świata w 1938 r. Chyba największymi symbolami tych drużyn w tamtych latach byli świetni napastnicy György Sárosi w FTC i Gyula Zsengellér z Újpest FC. Sarosi grał w lidze do 1943 roku, Zsengellér do 1947 roku.
Po 1939 roku następowała stopniowa faszyzacja Węgier, naród w większości popierał zmiany, gdyż Węgrzy chcieli za wszelką cenę zmienić postanowienia traktatu wersalskiego. Z powodów swego pochodzenia Hungária FC była celem coraz większej, antysemickiej presji. Po wybuchu wojny, Węgry zaostrzyły politykę wobec obcokrajowców. Kluby popierane przez lewicę nie miały zbyt dobrze, a Hungária FC, symbol "kapitalistycznego żydostwa", została wycofana z ligi po sezonie 1939/40, mimo że zdobyła wicemistrzostwo. Prezes Hungária FC wezwał swych kibiców do wspierania lewicowego budapeszteńskiego Vasas SC.
Ferencváros stał się drużyną władzy. Poprzez popularność "Fradich", Strzałokrzyżowcy chcieli sami zdobyć poparcie dla siebie. Ferencváros stał się najbardziej prawicowym klubem Węgier. Nie można powiedzieć, że każdy kibic tego klubu był faszystą, ale był ich bardzo duży tam odsetek, tak jak w Hungária FC duży był odsetek żydowski. Czasy wojenne wyniosły też niektóre kluby na czoło ligi. Często mówi się, że wojenne mistrzostwa Weisz Manfréd FC Csepel i Nagyváradi AC nie były wolne od manipulacji. Csepel sponsorowały zakłady "Manfred Weiss", a NAC ponoć zdobył mistrzostwo, bo dobrze wyglądało to propagandowo, że klub z ziem "odzyskanych" odnosi sukcesy. Jeden z głównych producentów przemysłu wojennego – koncern Gamma sponsorował Újpest, a w lidze pojawił się też nowy klub – Gamma FC.
Sezon 1944/45 został przerwany po kilku kolejkach z powodu postępów sowieckich na linii frontu. Sezon 1945 zagrały tylko kluby z Budapesztu. Następnym roku system rozgrywek wrócił do normy, jednak liga grała już jakby w całkiem innym kraju.

### Czas stalinizmu – piłkarskie rządy Sebesa (1945-1956)
Okres przejściowy (1945–48)
Do 1948 roku panował w węgierskiej piłce w miarę przedwojenny układ sił. Co prawda komuniści utrudniali życie FTC, lecz o sile i popularności tego klubu niech świadczy to, że udało mu się zdobyć mistrzostwo jeszcze w sezonie 1948/49 i to pomimo że jeszcze w 1948 r. planowano zamknąć w ogóle klub, a później – zawiesić go w rozgrywkach na 4 tygodnie. Jednak komuniści nie ośmielili się na taki krok, gdyż doszło do masowego sprzeciwu kibiców "Fradich". Wcześniej, przez pierwsze powojenne sezony prym wiódł Újpesti TE, mistrzem został też Csepeli MTK, nadal mający silne oparcie w sąsiednich zakładach.
Era Sebesa (1949–1956)
Gdy w 1949 r. komuniści dopełnili farsy i także teoretycznie objęli rządy na Węgrzech, organizacja sportu w tym kraju również musiała się dopasować do radzieckich standardów. W kraju rządził Mátyás Rákosi, zwany "Największym pupilem Stalina".
Według autentycznej anegdoty, w jakiś poniedziałkowy ranek 1949 roku Rákosi zapytał swego sekretarza jaki był wynik meczu FTC z Vasasem, ten odpowiedział, że nie wie, bo był zajęty ważniejszymi sprawami, wówczas "największy pupil Stalina" odpowiedział mu, że zawsze gdy gra zespół prawicowy z lewicowym, każdego polityka powinien "obchodzić" wynik.
Po 1949 roku w węgierskim sporcie zaczęto wprowadzać metody sprawdzone w Związku Radzieckim. Gusztáv Sebes, który jeszcze przed wojną należał do partii komunistycznej, został nie tylko kapitanem związkowym kadry futbolowej, ale także wiceministrem do spraw sportu z prawem decydującego głosu w sprawach piłki nożnej i przewodniczącym Węgierskiego Komitetu Olimpijskiego. Był w przyjaznych stosunkach z najważniejszymi osobami w kraju – faktycznym dyktatorem (oficjalnie przywódcą partii) Mátyásem Rákosim oraz ministrem obrony, odpowiedzialnym także za sport Mihalym Farkasem. Nie było dla niego sprawy nie do załatwienia.
Sebes przystąpił więc do organizowania jedynie słusznego modelu piłki nożnej. Najpierw wypadało zacząć od zmian nazw klubów podejrzanych o burżuazyjne sympatie i ewentualnie doprowadzenie do ich likwidacji.
I tak zaczęto od zmiany nazw:
- Ferencváros – ÉDOSz (klub przejęły zakłady przemysłu spożywczego), później Kinizsi
- Újpest – Dózsa (klub przejęło węgierskie MSW)
- MTK – Textiles (klub przejęły zakłady przemysłu tekstylnego), później Bástya i Vörös Lobogó (klub przejęło AVH, tajna milicja – odpowiednik polskiego UB)
- Kispest – Honvéd (klub przejęło wojsko)

Dawne nazwy utrzymały Csepel i Vasas.
Później od osłabiania pozycji niewygodnych klubów :
Celem numer jeden na tej liście był Ferencváros – ÉDOSz, który był na tyle śmiały, że jeszcze pod starą nazwą w sezonie 1948/49 zdobył mistrzostwo. "Fradi" byli przecież najbardziej prawicowym klubem Węgier i w ogóle całą IX dzielnicę Budapesztu uważano za burżuazyjną.
Kolejnym krokiem Sebesa było wytypowanie, jakie drużyny będą odgrywać w lidze pierwsze skrzypce. Sebes obmyślił sobie, że będą to dwa dominujące kluby, jak w modelu włoskim, czy hiszpańskim. Skoro nie FTC – ÉDOSz i Újpest – Dózsa, popierane przez poprzedni ustrój, to trzeba było wybrać inny zespół. Najlepiej pasował do tego ligowy średniak – Honvéd SE, z uwagi na swój robotniczy charakter i to, że grali już tam dwaj zawodnicy wokół, których Sebes planował zbudować wielki klub – Ferenc Puskás i József Bozsik. Aby takim klubem nie byli przypadkiem "Fradi" już latem 1949 roku jednym telefonem sprowadził Sebes z FTC do Honvédu najlepszych zawodników Sándora Kocsisa i László Budaia, nieco później Zoltána Czibora. Deak i bramkarz Henni musieli odejść z FTC do milicyjnej Dózsa SE (przewidzianej na trzecią siłe w kraju). Vasas zmuszony był do oddania "wojskowym" Gyuli Lóránta, a młody prezes tego hutniczego klubu János Kádár nie miał wtedy nic do powiedzenia, mimo że był już członkiem Biura Politycznego Partii.
Drugą siłą zostało MTK (grające jako Textiles SE, Bástya SK i Vörös Lobogó), które miało burżuazyjną przeszłość, było jednak prześladowane przez faszystów ze względu na swe żydowstwo, a poza tym sam Sebes grał kiedyś w MTK i sam miał żydowskie pochodzenie (jego prawdziwe nazwisko to Scharenpeck).
Szczególną troską otoczono klub Dunaújváros FC z nowego miasta – Sztálinváros. Dostał on kilku zawodników ze stolicy i obietnice nie spadnięcia z ligi.
Mając skoszarowanych piłkarzy reprezentacji w dwóch klubach miał Sebes dużą ilość czasu na stworzenie "Złotej Jedenastki". Tworzyło ją siedmiu piłkarzy Honvédu i czterech MTK. Miał on też do pomocy trenerów, będących świetnymi fachowcami, jak np. szkoleniowiec MTK Márton Bukovi czy Géza Kalocsay, Pál Titkos i inni. To właśnie Bukovi w MTK pierwszy wprowadził ulepszenie do systemu "WM" zwane planowanym chaosem, co dziś jest jednym z największych wkładów ligi węgierskiej w rozwój piłki. Węgry wykorzystały go z powodzeniem w meczu stulecia. Nie dziwi więc, że po tryumfie FTC, sezon 1949/50 wygrał Honvéd, a rok 1950 przyniósł mu jeszcze jedno mistrzostwo, gdyż wzorem radzieckim rozgrywki przestawiono na system wiosna – jesień, więc sezon 1950 skończył się tylko na jednej rundzie, którą wygrali właśnie "wojskowi". Do sezonu 1956 tytuły zgarnęła oprócz Honvédu – 52, 54, 55, właśnie druga siła – MTK jako Bástya (1951) i Vörös Lobogó (1953). FTC zgodnie z oczekiwaniami lokowało się głównie w drugiej trójce ligi (choć i tak był to za wysoko wynik w ocenie partii). Honvéd stał się za to prawdopodobnie najlepszym klubem świata w latach 1950-56. Był najlepszą drużyną klubową w historii węgierskiej piłki. Na szlagierowych meczach ligowych organizowanych na Nepstadionie pojawiało się czasem nawet prawie 100 000 widzów.
Burzę w węgierskiej piłce przyniosło zdobycie przez reprezentację tylko wicemistrzostwa świata w 1954 r., jednak prawdziwym wstrząsem była dla całego państwa rewolucja w Budapeszcie z października 1956 r.
Początek pucharów 
W dniach 2, 3 marca 1955 r. kongres UEFA zadecydował o rozpoczęciu klubowych mistrzostw Europy. Rozgrywki ruszyły już 4 września 1955 r., a 7. węgierskie puchary zadebiutowały meczem MTK z RSC Anderlecht. 6:3 dla MTK i październikowe zwycięstwo 4:1 w Anderlechcie oznaczały pewny awans do ćwierćfinału, a w nim grudniowy dwumecz z Stade de Reims. Tym razem jednak to MTK musiało uznać wyższość przeciwników, jak się okazało późniejszych finalistów i czołowego zespołu końca lat 50. Porażka 4:2 we Francji i 4:4 u siebie, gdzie do przerwy było już po sprawie (1:3) świadczy o klasie rywali.
W następnej edycji wystąpił już mistrz Węgier, czyli Honvéd. W I rundzie otrzymał on wolny los, w 1/8 finału los skojarzył go z Athletic Bilbao. Na Węgrzech trwała już rewolucja więc teoretycznie spotkanie nie powinno się odbyć. Przebywający jednak na zagranicznym tournée piłkarze postanowili nie wracać do kraju i rozegrać mecze. W Bilbao padł wynik 3:2 dla gospodarzy, w Brukseli nie dawano Hiszpanom wielu szans. Jednak mecz ułożył się po ich myśli, Honvéd musiał grać część spotkania w dziesiątkę, zamiast kontuzjowanego bramkarza musiał bronić jeden z zawodników z pola, w dodatku do 80 min Athletic prowadziło 3:1, ostatecznie skończyło się na 3:3, Honvédowi zabrakło jeszcze paru minut. Zresztą trudno było węgierskim zawodnikom skupić się na grze, gdy w Brukseli otoczeni byli chmarą agentów, a myślami byli z walczącymi o wolność rodakami.
Sezonu 1956 nie dokończono, mistrzostwa nie przyznano, a zmiana układu sił w państwie, odejście od stalinizmu i "odwilż" polityczna, zmieniła też nieco układ sił w ligowej stawce.

### Spadanie ze szczytów – mocni średniacy (1956-1975)
Rok 1956 okazał się przełomowym dla węgierskiej piłki. Od tego czasu futbol Węgrów stopniowo tracił na wartości, choć jeszcze przez długi czas się liczył i odnosił sukcesy. Sama liga straciła piłkarsko na Rewolucji. Nigdy w niej nie było już takich gwiazd. Nadal grali w niej jednak dobrzy zawodnicy, nieco mniejszego jednak formatu.
Tymczasem do władzy w państwie doszedł János Kádár. Władza nie tłamsiła już brutalnie klubów, postanowiono przywrócić pozorną normalność, pozorną, gdyż zmieniono tylko taktykę na bardziej finezyjną. Zespoły odzyskały dawne barwy i nazwy. Najbardziej na "odwilży" utracił Honvéd, którego zawodnicy w chwili Powstania pozostawali na zagranicznym tournée i nie wracali do kraju przez kilka miesięcy. Fakt ten omal nie spowodował spadku z ligi niedawnej potęgi w krótkim sezonie 1957 (1 runda, powrót do systemu jesień-wiosna). Część starego Honvédu zdecydowała się powrócić na Węgry, część (Puskás, Czibor, Kocsis) pozostała na emigracji w Hiszpanii.
Jeśli chodzi o zmiany w ligowej hierarchii po 1956 roku, to trzeba powiedzieć o stopniowym traceniu na znaczeniu MTK. Władza widząc niechęć publiczności do tego klubu, przestała na niego stawiać. Niechęć, gdyż nie dość utraty części przedwojennych fanów na skutek hitlerowskiej deportacji Żydów, to jeszcze pieczę nad klubem miała AVH, uznawana powszechnie za "żydokomunistyczną" (tak jak polskie UB) tajna milicja znienawidzona przez naród. Kádár był pragmatykiem pod tym względem, popieranie mało popularnego klubu mijało się dla niego z celem. Mistrzem w sezonie 1957 został Vasas, którego prezesem przed Rewolucją był on sam. Nie dziwi więc fakt, że ów klub dołączył do najlepszych na Węgrzech i utrzymywał się wśród nich przez całe lata 60. Na sile zyskał również Újpesti Dózsa SC, który stopniowo zdominował rozgrywki ligowe począwszy od końcówki lat 60.
Jednak najbardziej spektakularny był los FTC. Zgodnie z wygodną i opłacalną dla siebie taktyką popierania popularnych klubów, partia przestała "gnębić" "Fradich", nawet trochę im pomagała (wcześniej Strzałokrzyżowcy też korzystali na popularności FTC). Pomoc ta głównie objawiła się w przeznaczaniu dużych środków finansowych na gruntowny remont stadionu. Ukończony w 1974 roku obiekt "Ullői ut" ponownie stał się dość nowoczesny. Władza odpuściła, więc "Fradi" znów zdobywali mistrzostwa. Pośród fanów FTC w latach 60. powstała przyśpiewka "Mistrzem jest Ferencváros, równy gościu Kádár János. Trzeba w tym miejscu zaznaczyć, że właśnie w tych latach na Węgrzech zapanował względny dobrobyt jak na komunistyczne warunki, w 1963 roku wyszli na wolność ostatni więźniowie powstania 1956, nastroje społeczne nie były najgorsze.
Wracając jednak do samej piłki, zacząć trzeba od początku opisywanego okresu. Mistrz z 1957 roku – Vasas SC, przystąpił do 3 edycji Pucharu Mistrzów. Grał tam całkiem dobrze, w I rundzie wyeliminował mistrza Bułgarii CSKA Sofia, gromiąc go nawet u siebie 6:1, w II rundzie byli BSC Young Boys, w ćwierćfinale AFC Ajax. W półfinale Vasas trafił przeszkodę nie do przejścia. Real Madryt wygrał u siebie 4:0 i rewanż miał być formalnością. Vasas rozegrał dobry mecz pokonując rywali 2:0 na wypełnionym Nepstadionie, jednak na więcej "królewscy" nie pozwolili. W następnym sezonie mistrzami zostali dość niespodziewanie gracze MTK trenowani przez znakomitego Mártona Bukovi.
Csepeli Vasas zdobył jeszcze mistrzostwo 1958/59, lecz był to ostatni sukces piłkarzy z wyspy. Lata 60. to już dla zawodników z Béke tér raczej środek tabeli. W edycji pucharów 1958/59 mistrz MTK, zagrał słabo, po wyeliminowaniu bytomskiej Polonii odpadli z YB Berno, które zrewanżowało się Węgrom z ubiegłoroczną porażkę z Vasasem.
Następny udany sezon w pucharach to 1961/62, gdy Újpesti Dózsa dotarł do półfinału Pucharu Zdobywców Pucharów, a MTK do półfinału Pucharu Miast Targowych. Rok później "Fradi" doszli do półfinału PMT, ulegając w nim Dinamu Zagrzeb
W ligowej stawce od czasu do czasu w czołówce pojawiały się zespoły z prowincji. Oprócz Győri Vasas ETO, mocną pozycję miały klubyw wywodzące się z górniczych okolic. Tatabányai Bányász SC przez wiele lat był mocnym średniakiem. Mocne były też zespoły w Komló (Komlói Bányász SK), Dorog – (Dorogi Bányász) czy Salgótarján (Salgótarjáni Bányász TC). Inne miasta z prowincji doczekały się silnych drużyn nieco później. Spektakularny sukces dla prowincji odniósł Győr, który zdobył tytuł w 1963 roku. Tamtego mistrzostwa nie traktuje się jednak jako pełnowartościowe. Sezon był właściwie rundą jesienną, gdyż powrócono do systemu radzieckiego, wiosna-jesień, w połowie 1963 roku. Do dziś ta kuriozalna decyzja jest poddawana krytyce.
Do 1968 roku najwięcej w lidze do powiedzenia miał FTC i Vasas. "Fradi" zdobyli mistrza w sezonach 1962/63, 1964, 1967, 1968, "hutnicza" jedenastka w 1961, 1962, 1965, 1966. Oprócz tego w europejskich pucharach dobre występy notowały MTK i Újpesti Dózsa, będące w lidze najczęściej za czołową dwójką.
Pucharowy sezon 1963/64 przyniósł pierwszy finał. Dotarło do niego MTK w Pucharze Zdobywców Pucharów. W finale minimalnie lepszy okazał się Sporting CP.
Kolejna edycja pucharów 1964/65 przyniosła jeszcze większe sukcesy. Mistrz sezonu 1963 – Győri Vasas doszedł aż do półfinału Pucharu Mistrzów, jednak w drodze do niego przeciwnicy nie byli bardzo wymagający (Chemie Lipsk, Lokomotiw Sofia, AFC DWS). SL Benfica pokazała jednak ile brakuje Győrowi do czołówki pokonując go 1:0 i 4:0 u siebie.
FTC w tym czasie dokonuje największego sukcesu klubowego w węgierskiej piłce. Zdobył Puchar Miast Targowych. W finale pokonał w jednym wyjazdowym starciu sam Juventus F.C. (1:0). Na uwagę zasługuje fakt, że "Fradi" sami zgodzili się rozegrać jeden wyjazdowy mecz, na taką właśnie propozycję rywala chętnie przystali. Sukces ten osiągnęli w składzie :
Geczi, Novak, Horvath, Juhasz, Matrai, Orosz, Karaba, Varga, Albert, Rakosi, Fenyvesi
Jedynie Honvéd odpadł od razu w PZP.
Następny sezon okazał się ćwierćfinałowy, gdyż FTC w Pucharze Mistrzów, Honvéd w PZP i Újpest FC w PMT odpadły w ćwierćfinałach.
W lidze od 1968 r. zaczęła się długoletnia dominacja Újpesti Dózsa. Co prawda spoza boiskowych powodów nie zdobył on mistrzostwa ad 1968, to jednak następne 7 sezonów należało nieprzerwanie do "fioletowych". Po ćwierćfinałowych mistrzostwach świata dla Węgrów, trener reprezentacji Lajos Baróti, przeniósł się do UTE i był twórcą jego potęgi. Wyniki kadry po odejściu z niej Barotiego pokazały, że MŚ 1966 nie były złym rezultatem, a krytykowany Baroti i tak "zrobił" wynik ponad stan. Wyniki UTE też świadczą o jego klasie trenerskiej.
Lata 70. niosą zmianę w układzie sił w lidze. Słabnie pozycja MTK, które coraz częściej kończy rozgrywki w środku tabeli. Do 1975 roku hegemonem są "Fioletowi". Za drugą siłę można uznać "Fradich". Vasas i Honvéd są czołówką, ale zdobycie tytułu to za dużo w tym czasie dla tych klubów. UTE byli świetną drużyną, regularnie docierali do ćwierćfinałów pucharów europejskich, a wiosną 1974 roku w półfinale PEMK, zmierzyli się nawet z Bayernem Monachium późniejszym tryumfatorem tych rozgrywek. W kraju "Fioletowi" nie mieli sobie równych, a sam zespół nazywano magicznym. Dzięki sukcesom pucharowym Újpesti Dózsa doczekał się wielu fan-clubów w całym kraju w tym czasie. Epoka magicznego Újpestu zakończyła się w 1975 roku. Układ sił znów się nieco zaczął zmieniać.
Jakkolwiek by nie patrzeć, po 1956 roku obniżył się poziom piłki węgierskiej. Skończono z ręcznym sterowaniem ligą, nie było jednego "super klubu", myśl trenerska uległa stagnacji. Kluby mając trochę więcej samodzielności zaczęły "dorabiać" handlując punktami, gdyż nie było za to realnych kar. System wynagrodzeń dla piłkarzy sam nie jako powodował zjawisko korupcji.
Bundy
Bunda czyli, w języku węgierskim w skrócie przekupstwo. W latach 50. jeszcze nie odgrywały tak dużej roli, jednak z upływem lat stał się częstą praktyką w lidze socjalistycznych Węgier. Winny był wadliwy system nie tylko funkcjonowania piłki, ale również państwa. Piłkarze sprzedawali i kupowali mecze, a Magyar Labdarúgó Szövetség nie interweniował. Gdy jeden z kierowników drużyny poprosił kiedyś o to, został powiadomiony, żeby nie zajmował się takimi "śmiesznymi sprawami", a śledztwo przejęła prokuratura, która z powodów politycznych "ukręciła łeb sprawie". Wiadomo, że za korupcją w piłce mogli stać prezesi dużych zakładów pracy, którzy winę zepchnęli by na trenerów i zawodników, a to skompromitowałoby środowisko piłkarskie w oczach społeczeństwa i socjalistyczny model sportu wobec zachodnich rywali.
To był jeden powód, innym był czysty pragmatyzm. Obserwując rozgrywki ligowe można było ze zdziwieniem stwierdzić jak szybko drużyny zagrożone spadkiem zbierają punkty. "Mocny" prezes dużego przedsiębiorstwa, uważał za sprawę honoru utrzymanie sponsorowanego zespołu w lidze, więc sięgał do kieszeni i z państwowych pieniędzy płacił większe premie piłkarzom. Kierownicy drużyn, bądź sami piłkarze dogadywali się z drużynami, ze środka tabeli by "odpuszczały" i dzielili się premią z rywalami. Prezesi, często nie wiedzieli nawet o tym. Nie było takich rund ligowych, w których nie rozegrano by podejrzanych o "bundę" spotkań. Zespoły, które nie miały wiele pieniędzy, lub nie mogły kupować meczów, musiały być o wiele lepsze od przeciwników, żeby się utrzymać w lidze. Szegedi EAC, zespół akademicki nie miał pieniędzy, w Egri Dózsa grali milicjanci z tamtejszego komisariatu, oni nie mogli ustawiać wyników, gdyż to byłby już za duży skandal. Obie te drużyny nie miały osiągnięć w czasach komunistycznych.
Kolejnym powodem był wspomniany system premii. Łatwo było podzielić się premiami za zwycięstwo, nie wypłacano stałych stawek od zajętego miejsca, co byłoby jakimś bodźcem do nie sprzedawania spotkań. Ustalano stawki premiowe za dodatkowe punkty, a gdy dana drużyna już taką ilość zdobyła, resztę spotkań najczęściej „oddawała” za pieniądze. Mówić o tym publicznie zaczęto na Węgrzech w latach 80. Wcześniej korupcja w piłce była tematem tabu. Mówić było można, ale trudniej było temu zaradzić. Można było tylko ograniczyć to zjawisko, gdyż w systemie komunistycznym całe amatorstwo było przecież iluzją. W 1977 r. sędzia przerwał mecz II ligowy z powodu „niepoważnej” gry. W I lidze, żaden by się nie odważył, zbyt możni sponsorzy stali za zespołami.

### Ostatnie sukcesy – słabi średniacy (1975-1989)
W 1975 r. zakończył się okres ligowej dominacji milicyjnego Újpest Dózsa. Powoli zaczął się zmieniać też układ sił w klubowej piłce. Do głosu zaczęły dochodzić dwa kluby z prowincji, które miały oparcie w wielkich zakładach: Rába ETO Győr i Székesfehérvári Videoton.
W sezonie 1975/76 mistrzostwo zdobył Ferencváros. Rok wcześniej, w maju 1975 roku grał on w Bazylei w finale Pucharu Zdobywców Pucharów z Dynamem Kijów, w którym przegrał 0:3. W drodze do finału "Fradi" wyeliminowali Cardiff City, Liverpool, Malmö FF i Crveną Zvezdę Belgrad
Rok później ostatni tytuł wywalczył Vasas. Kolejne dwa sezony wygrał Újpest, w nieco zmienionym składzie w porównaniu do "magicznego" okresu.
Lata 80. to sukcesy Honvédu. Po 25 latach, ten legendarny klub znów zdominował rozgrywki ligowe, dzięki pracy trenerskiej Lajosa Tichego i grze gwiazd tamtego okresu, Illesa, Vinczego  czy Detariego, na arenie międzynarodowej klub nie odniósł już jednak żadnych sukcesów. Rywalem "wojskowych" był w tym czasie Rába ETO Győr, który zdobył mistrzostwo kraju w sezonach 1981/82 i 1982/83. Jednak także i Rába ETO nie zwojował nic wielkiego w Europie.
Brak tytułu mistrzowskiego powetował sobie za to Videoton, który w lidze plasował się tylko w górnej części tabeli. Miał w swym składzie jednak wielu dobrych zawodników. Potencjał ten został wykorzystany w edycji Pucharu UEFA 1984/85. Gracze z Székesfehérvár doszli w niej do finału eliminując kolejno – Duklę Praga, Paris Saint-Germain, Partizan Belgrad, Manchester United i Željezničara Sarajewo. Finał został rozstrzygnięty w pierwszym meczu. Real Madryt wygrał w Székesfehérvárze 3:0 i drugi mecz w Madrycie był formalnością. Wygrali go, grający do końca, Węgrzy 1:0. Był to ostatni duży sukces klubowej piłki węgierskiej.
Warto jeszcze odnotować losy MTK w tym okresie. Po spadku z ligi w 1981 r. zespół ten po roku wrócił do elity, stopniowo odzyskując siły, aż w sezonie 1986/87 zdobył pierwsze od 29 lat mistrzostwo. Do upadku komunizmu na Węgrzech i w pierwszych latach przełomu na krajowym podwórku dominował Honvéd.
Treningi na pół gwizdka
Jeszcze z lat świetności pozostało przekonanie u piłkarzy węgierskich, że mają świetną technikę. W latach 60. zmieniły się na świecie metody treningu, a oni dalej nie chcąc się wysilać woleli na treningach żonglować i grać "w dziada". Trenowano średnio ok. półtorej godziny dziennie. Trener, który wymagał treningów tak jak na zachodzie, z reguły smutno kończył. Cała drużyna była przeciw niemu i musiał wcześniej, czy później odejść. Świat szedł do przodu, a nad Balatonem trenowano jak w latach 50. Nawet do dziś są odczuwalne skutki takiej postawy piłkarzy i systemu, który nie był w stanie tego zmienić. Jeszcze w latach 80. taka postawa pozwalała być kiepskim średniakiem, który dostanie się nawet na Mistrzostwa Świata (ostatnie – Meksyk 1986), ale później zarówno piłka klubowa i reprezentacyjna stała się słaba.

### Skansen – mocni słabiacy (1989-2010)
Liga węgierska po przeobrażeniach ustrojowych nie zmieniła modelu funkcjonowania. Pozostały stare układy i dawni ludzie nie zainteresowani rozwojem piłki, lecz utrzymywaniem własnych stanowisk. W lidze pojawiły się nowe, silne, a niegdyś mało znaczące kluby, zawdzięczające swe sukcesy możnemu sponsorowi. Zjawisko częste w krajach byłego bloku socjalistycznego. Najgłośniejszym tego przykładem był Vác FC, który dzięki wsparciu firmy Samsung zdobył mistrzostwo kraju w sezonie 1993/94, a gdy wkrótce po tym klub stracił sponsora, równie szybko jak dołączył do czołówki, tak ją opuścił. Lata 90. to na początku dominacja Honvédu, powracającego do dawnej nazwy Kispest, później okres "Fradich". Jedynym sukcesem od 1989 roku, był awans Ferencvárosu do Ligi Mistrzów w sezonie 1995/96. W drugiej połowie lat 90. dominowała drużyna MTK, lecz bez żadnych sukcesów międzynarodowych.
Po 2000 roku zachwiana została dominacja Budapesztu (2000 r. – Dunaújváros, 2002 – Zalaegerszeg, 2005, 2006, 2007 – Debreczyn). Obecnie na Węgrzech dominuje drużyna Debreceni VSC, a od 10 lat bezskutecznie tytuł próbuje odzyskać Újpest FC. W 2006 roku, po 104 sezonach nieprzerwanej gry w niej, po raz pierwszy w historii ligę opuścił FTC. Spadł nie za wyniki piłkarskie, gdyż ligę zakończył na 5. miejscu, lecz za przekroczone dopuszczalne zadłużenie. Słaba liga, straciła jeszcze dodatkowo na swej wartości przez to wydarzenie. Osłabieni kłopotami finansowymi "Fradi", dopiero po 3 sezonach powrócili do ekstraklasy, a przez ten czas do Debreczyna w walce o mistrzostwo dołączył Videoton. Drużyny stołeczne przechodziły kryzys. W sezonie 2009/10 pierwszy raz w historii nikt z Budapesztu nie stanął na podium mistrzostw. Sytuacja ta powtórzyła się w sezonie 2011/12. 

### Liga za czasów Orbana (od 2010)
Po sezonie 2014/15, aż 4 kluby (Győr, Nyregyhaza, Pecs, Kecskemet) nie uzyskały licencji na następny sezon, zdecydowano, że liga zostanie zmniejszona do 12 drużyn. Odtąd gra się 33 kolejki w trzech seriach spotkań pomiędzy każdą z ligowych drużyn. Po 2010 r. w lidze przestał dominować Debreczyn, na czoło wysunął się Videoton. Później palmę pierwszeństwa przechwycił Ferencváros, który jest nieprzerwanie mistrzem od 2019 r., ale w odróżnieniu od poprzednich lat regularnie gra w fazie grupowej europejskich pucharów przez co jest blisko 50 miejsca w klubowym rankingu UEFA, co jeszcze 10 lat wcześniej dla węgierskich klubów było nieosiągalne. Sama liga została wyniesiona osiągnięciami FTC na 25 miejsce w rankingu ligowym UEFA, niestety poza "Fradi" inne drużyny prezentują nadal kiepski poziom sportowy z poprzednich lat.

## Nowe stadiony
Od upadku komunizmu w zasadzie w węgierską piłkę nie inwestowano. Jedynymi w miarę nowoczesnymi stadionami ligowymi od 2001 roku dysponował Újpest (4 nowe zadaszone trybuny z krzesełkami) i od 2007 r. Győr -ETO Park. Pozostałe kluby miały z reguły owalne trybuny bez zadaszenia częściowo tylko pokryte krzesełkami. Infrastruktura w 2010 r. przypominała bardziej skansen z lat. 70 i 80. niż dzisiejsze realia. W 2010 r. premierem został Viktor Orbán, znany z zamiłowania do piłki nożnej. W zasadzie od razu zaczął on inwestować w sport, głównie w stadiony piłkarskie na Węgrzech. Jego rząd dawał dotacje i korzystne warunki klubom w tym celu. Dość szybko powstały nowe stadiony, najważniejsze z nich to:Nagyerdei Stadion - w maju 2014 r. w Debreczynie, Groupama Aréna nowy obiekt "Fradich" - w sierpniu 2014 r., Hidegkuti Nándor Stadion - dla MTK w październiku 2016 r., Haladás Sportkomplexum - w listopadzie 2017 r. w Szombathely, DVTK Stadion - w maju 2018 r. w Miszkolcu, MOL Aréna Sóstó - w listopadzie 2018 r. w Szekesfehervarze, Illovszky Rudolf Stadion - dla Vasasa w lipcu 2019 r., Bozsik Aréna - dla Honvedu w marcu 2021 r.
Na otwartym w listopadzie 2019 r. w miejscu starego Népstadion Puskás Aréna od 2020 r. rozgrywane są finały Pucharu Węgier.
Do symbolu urósł natomiast niepotrzebny stadion Pancho Aréna wybudowany w rodzinnej wsi Orbana Felcsút dla nowej siły węgierskiej piłki klubowej - Puskás Akadémia FC. Sam klub jak i stadion dla niego wywołują oskarżenia o nepotyzm jak i marnotrawstwo pieniędzy, gdyż na wsi liczącej mniej niż tysiąc mieszkańców, Orbán stworzył I ligowy klub ze stadionem na prawie 4 tys. miejsc.

## System rozgrywek
Obecny format ligi obowiązuje od sezonu 1901.
Rozgrywki składają się z 33 kolejek spotkań rozgrywanych pomiędzy drużynami systemem kołowym. Każda para drużyn rozgrywa ze sobą dwa mecze – jeden w roli gospodarza, drugi jako goście. W trzecim kole drużyny losowo rozgrywają ze sobą mecze – 5 lub 6 u siebie oraz 6 lub 5 na wyjeździe. Od sezonu 2015/16 w lidze występuje 12 zespołów. W przeszłości liczba ta wynosiła od 5 do 18. Drużyna zwycięska za wygrany mecz otrzymuje 3 punkty (do sezonu 1993/94 2 punkty), 1 za remis oraz 0 za porażkę.
Zajęcie pierwszego miejsca po ostatniej kolejce spotkań oznacza zdobycie tytułu Mistrzów Węgier w piłce nożnej. Mistrz zdobywa prawo gry w eliminacjach do Ligi Mistrzów UEFA. Druga oraz trzecia drużyna zdobywają możliwość gry w Lidze Europy UEFA. W przypadku, w którym zdobywca Pucharu Węgier zajmie pierwsze miejsce w lidze – możliwość gry w Lidze Europy otrzymuje również czwarta drużyna klasyfikacji końcowej. Zajęcie 2 ostatnich miejsc wiąże się ze spadkiem drużyn do 1. deild.
W przypadku zdobycia tej samej liczby punktów, klasyfikacja końcowa ustalana jest na podstawie wyniku dwumeczu pomiędzy drużynami, w następnej kolejności, w przypadku remisu – na podstawie różnicy bramek w pojedynku bezpośrednim, następnie na podstawie ogólnego bilansu bramkowego osiągniętego w sezonie, większej liczby bramek zdobytych oraz w ostateczności za pomocą losowania.
Formuła ligi:
- 1901 – 1905: rozgrywki ligowe w systemie wiosna-jesień, odpowiadające rokowi kalendarzowemu.
- 1906/07 – 1949/50: rozgrywki ligowe w systemie jesień-wiosna (Nie rozegrano sezonu 1906, lecz od razu 1906/07. Z powodu wojen nie odbyły się rozgrywki w sezonach 1914/15, 1915/16, 1944/45.).
- 1950 – 1957: rozgrywki ligowe – na wzór radziecki – w systemie wiosna-jesień (Sezon 1956 przerwało Powstanie Węgierskie. W sezonach 1950 i 1957 rozegrano tylko po jednej rundzie.)
- 1957/58 – 1962/63: rozgrywki ligowe w systemie jesień-wiosna
- 1963 – 1970: rozgrywki ligowe – po kuriozalnej decyzji władz, które stwierdziły, że lepiej pasuje do warunków klimatycznych na Węgrzech – w systemie wiosna-jesień (Sezon 1963 miał jedną rundę, a w sezonie 1970 drużyny podzielono na 2 grupy, o lokacie decydował mecz bezpośredni między zdobywcami identycznych miejsc w grupach.)
- 1970/71: rozgrywki ligowe w systemie jesień-wiosna.

## Skład ligi w sezonie 2025/26
| Uczestnicy poprzedniej edycji | Uczestnicy poprzedniej edycji | Uczestnicy poprzedniej edycji | Uczestnicy poprzedniej edycji |
| --- | ----------------------------- | ----------------------------- | ----------------------------- |
| FER | Ferencvárosi TC               | Budapeszt                     | 1                             |
| PUS | Puskás Akadémia FC            | Felcsút                       | 2                             |
| PAK | Paksi FC                      | Paks                          | 3                             |
| GYŐ | Győri ETO                     | Győr                          | 4                             |
| MTK | MTK Budapest FC               | Budapeszt                     | 5                             |
| DIÓ | Diósgyőri VTK                 | Miszkolc                      | 6                             |
| ÚJP | Újpest FC                     | Budapeszt                     | 7                             |
| NYÍ | Nyíregyháza Spartacus         | Nyíregyháza                   | 8                             |
| DEB | Debreceni VSC                 | Debreczyn                     | 9                             |
| ZAL | Zalaegerszegi TE              | Zalaegerszeg                  | 10                            |
| Spadek z NB I 2024/25 |                               |                               |                               |
| FEH | FC Fehérvár                   | Székesfehérvár                | 11                            |
| KEC | Kecskeméti TE                 | Kecskemét                     | 12                            |
| Awans z NB II 2024/25 |                               |                               |                               |
| KIS | Kisvárda FC                   | Kisvárda                      | 1                             |
| Szablon:Fb team Kazincbarcika | Szablon:Fb team Kazincbarcika | Kazincbarcika                 | 2                             |
| Oznaczenia: - kolumna pierwsza – skróty nazw drużyn, - kolumna trzecia – siedziba klubu, - kolumna czwarta – miejsce zajęte w poprzednim sezonie. |                               |                               |                               |

## Statystyka

### Tabela medalowa
Mistrzostwo Węgier zostało do tej pory zdobyte przez 14 różnych drużyn.
Stan na 21.04.2024.
| Lp. | Drużyna                 | Miejsca na podium | Miejsca na podium | Miejsca na podium |    |    |
| --- | ----------------------- | ----------------- | ----------------- | ----------------- | -- | -- |
| Lp. | Drużyna                 | 1.                | Ferencvárosi TC   | 35                | 36 | 22 |
| 2.  | MTK Budapeszt           | 23                | 20                | 16                |    |    |
| 3.  | Újpest Budapeszt        | 20                | 21                | 19                |    |    |
| 4.  | Honvéd Budapeszt        | 14                | 12                | 6                 |    |    |
| 5.  | DVSC Debreczyn          | 7                 | 1                 | 6                 |    |    |
| 6.  | Vasas Budapeszt         | 6                 | 2                 | 14                |    |    |
| 7.  | Győri ETO               | 4                 | 3                 | 6                 |    |    |
| 8.  | Csepel Budapeszt        | 4                 | 0                 | 2                 |    |    |
| 9.  | Videoton Székesfehérvár | 3                 | 8                 | 4                 |    |    |
| 10. | Budapesti TC            | 2                 | 1                 | 3                 |    |    |
| 11. | Vác FC                  | 1                 | 2                 | 0                 |    |    |
| 12. | Dunaújváros FC          | 1                 | 1                 | 0                 |    |    |
| 12. | NAC Nagyvárad           | 1                 | 1                 | 0                 |    |    |
| 14. | ZTE Zalaegerszegi       | 1                 | 0                 | 1                 |    |    |
| 15. | BSC Tatabánya           | 0                 | 2                 | 4                 |    |    |
| 16. | Magyar Budapeszt        | 0                 | 2                 | 1                 |    |    |
| 17. | Törekvés Budapeszt      | 0                 | 1                 | 3                 |    |    |
| 18. | Puskás Akadémia FC      | 0                 | 1                 | 2                 |    |    |
| 19. | MSC Pecz                | 0                 | 1                 | 1                 |    |    |
| 20. | Budapesti Vasutas       | 0                 | 1                 | 0                 |    |    |
| 20. | Kisvárda FC             | 0                 | 1                 | 0                 |    |    |
| 20. | FC Paks                 | 0                 | 1                 | 0                 |    |    |
| 20. | MUE Budapeszt           | 0                 | 1                 | 0                 |    |    |
| 20. | Postások Budapeszt      | 0                 | 1                 | 0                 |    |    |
| 20. | KTE Kecskemét           | 0                 | 1                 | 0                 |    |    |
| 25. | 33 Budapeszt            | 0                 | 0                 | 1                 |    |    |
| 25. | BAK Budapeszt           | 0                 | 0                 | 1                 |    |    |
| 25. | Békéscsaba Előre        | 0                 | 0                 | 1                 |    |    |
| 25. | Bocskay Debreczyn       | 0                 | 0                 | 1                 |    |    |
| 25. | BTC Salgótarján         | 0                 | 0                 | 1                 |    |    |
| 25. | DVTK Miszkolc           | 0                 | 0                 | 1                 |    |    |
| 25. | FC Segedyn              | 0                 | 0                 | 1                 |    |    |
| 25. | KAC Kolozsvár           | 0                 | 0                 | 1                 |    |    |
| 25. | Nemzeti Budapeszt       | 0                 | 0                 | 1                 |    |    |
| 25. | Szolnoki MÁV            | 0                 | 0                 | 1                 |    |    |
| 25. | Szombathelyi Haladás    | 0                 | 0                 | 1                 |    |    |

### Najlepsi strzelcy
| l.p. | Gracz            | Gole | Gry | Kluby                             | Lata gry  |
| ---- | ---------------- | ---- | --- | --------------------------------- | --------- |
| 1    | Ferenc Szusza    | 393  | 462 | Újpest                            | 1940-1961 |
| 2    | Gyula Zsengellér | 387  | 325 | Salgótarján, Újpest               | 1935-1947 |
| 3    | Imre Schlosser   | 361  | 301 | Ferencváros, MTK, 33 FC           | 1906-1928 |
| 4    | József Takács    | 359  | 355 | Vasas, Ferencváros                | 1917-1938 |
| 5    | Ferenc Puskás    | 357  | 358 | Honvéd                            | 1942-1956 |
| 6    | György Sárosi    | 351  | 383 | Ferencváros                       | 1931-1948 |
| 7    | Gyula Szilágyi   | 313  | 390 | Debreceni VSC, Vasas              | 1943-1960 |
| 8    | Ferenc Deák      | 303  | 238 | Szentlörinci, FTC, Újpest         | 1944-1954 |
| 8    | Ferenc Bene      | 303  | 418 | Újpest                            | 1960-1978 |
| 10   | Géza Toldi       | 271  | 324 | FTC, Gamma FC, Szegedi AK, MADISZ | 1927-1946 |

Ponad 250 goli w lidze węgierskiej zdobyło jeszcze 4 zawodników: Nándor Hidegkuti, Flórián Albert, Sándor Kocsis, László Fazekas.

### Najwięcej występów w lidze
| l.p. | Gracz         | Lata gry  | Klub                                   | Ilość gier |
| ---- | ------------- | --------- | -------------------------------------- | ---------- |
| 1    | Zoltán Végh   | 1989-2012 | m.in. Vasas, MTK, Videoton, FTC        | 570        |
| 2    | Attila Kuttor | 1988-2010 | głównie Videoton, MTK, Debrecen        | 560        |
| 3    | Béla Illés    | 1986-2006 | Haladás,Honved i MTK                   | 540        |
| 4    | György Szabó  | 1965-1983 | Bányász Tatabánya                      | 510        |
| 5    | Ferenc Szusza | 1940-1961 | Újpest                                 | 463        |
| 6    | István Gass   | 1970-1986 | DVTK, Vasas, ZTE                       | 456        |
| 6    | József Tóth   | 1969-1986 | Pecz, Újpest, MTK                      | 456        |
| 8    | Sándor Bíró   | 1927-1949 | głównie III. Kerületi TVE, MTK, Újpest | 450        |
| 9    | József Bozsik | 1943-1962 | Honved                                 | 447        |
| 10   | Tibor Végh    | 1974-1990 | Videoton, Haladás, Veszprém            | 438        |

### Frekwencja
Najpopularniejszym klubem Węgier był tradycyjnie FTC, którego największym rywalem stał się przez lata UTE. Sporo fanów miał też Honvéd i Vasas. MTK jak na sukcesy sportowe nie miał nigdy zbyt wielu kibiców po wojnie. Poza Budapesztem popularny jest Győri ETO FC oraz DVSC, DVTK, PMFC i Videoton. Kluby te miały sporo fanów. Tłumy gromadziły mecze ZTE zaraz po awansie do I ligi po 1973 roku, popularnością cieszył się też Nyíregyházi Spartacus, czy Békéscsaba.
Średnia widzów w latach 50. i 60. sięgała ok. 15 000 na mecz (Ferencvaros przekraczał nieraz średnią 40 000), a później do 1989 r. wahała się między 7000 -10 000. Widownię napędzały derby stolicy organizowane na ogromnym stadionie narodowym (Népstadion), ściągające z reguły ponad 50 000 ludzi. Stołecznych derbów na Népstadionie zaprzestano, wraz ze spadkiem zainteresowania ligą w latach 80.
W latach 90. średnia widzów spadła do 4500–6000 na mecz.
Po 2000 r. nastąpiła prawdziwa katastrofa. Do 2006 r. średnia frekwencja wynosiła ok. 3000-4000 widzów na mecz, zaś w latach 2006-2011 spadła ona jeszcze bardziej do ok. 2500-3000. W sezonie 2011/2012 była najwyższa od dekady – wyniosła 3761 widzów. Liga jest słaba piłkarsko, są podejrzenia o korupcję, ludzie przestali się nią interesować. W Budapeszcie trochę widzów gromadzą mecze FTC (także w czasach II ligi) i DVTK, inne kluby mają widzów tylko, gdy walczą o mistrzostwo (ostatnio Debreceni VSC, wcześniej Zalaegerszegi TE). Kilka większych miast nie ma I ligi (np.: Szeged), co też wpływa negatywnie na widownię.
Oddawane stopniowo do użytku od 2014 r. nowe stadiony ligowe nie zwiększyły radykalnie frekwencji. Rośnie ona stopniowo, dopiero w sezonie 2023/24 została przełamana bariera 4 tys. średniej widzów w lidze - najlepszy wynik od 1999 roku. 
- oficjalny rekord frekwencji ligowej w jednym meczu

98 000 – Nepstadion Ferencváros (jako Kinizsi) – Honvéd 27 marca 1955 (6. kolejka sezonu 1955).
- ligowy rekord średniej widzów w sezonie

ok. 17 200 – w sezonie 1955 sprzedano ponad 3 100 000 biletów na 182 spotkania.
- klubowy rekord średniej widzów w sezonie

48 846 Ferencvárosi TC w sezonie 1959/60